# LoL Pro League
LoL Pro League или аббрев. от англ. LPL, кит. упрощ. 英雄联盟职业联赛, кит. трад. - 英雄聯盟職業聯賽, кит. пиньинь. yīng xióng lián méng zhí yè lián sài — основная профессиональная лига по компьютерной игре League of Legends для команд с территории континентального Китая. Проводится компанией Tencent.
Каждый розыгрыш LPL за один цикл Чемпионата мира по League of Legends называется сплитом, их проводится два: весенний (январь - март) и летний (июнь - август). В лиге принимают участие 12 профессиональных команд, худшие из которых по результатам регулярного сезона играют стыковые матчи против лидеров Второй Про-лиги, а лучшие — получают возможность побороться за титул чемпиона в плей-офф.
Победитель весеннего сплита квалифицируется на международный турнир Mid-Season Invitational. Триумфатор летней части LPL становится обладателем прямой путёвки на Чемпионат мира по League of Legends как и лидер рейтинга Championship Points, в котором команды ранжируются в зависимости от занятого места в каждом сплите текущего сезона. Топ-4 оставшихся команд в названном выше рейтинге сражаются в региональном финале (проводится по системе «King of the Hill») за одно место на основном международном соревновании по LoL — в итоге 3 команды от LPL на Worlds.

## Формат

### 2015
Для весеннего сезона 2015 года LPL приняла формат Bo3. Команды играют 2 круговых тура.

### 2016

#### Групповая стадия
- 12 команд делятся на 2 группы по 6 команд;
- каждая команда играет 2 матча против команд своей группы и по 1 матчу против команд другой группы;
- все матчи регулярного сезона Bo3. Победа в Bo3-серии засчитывается как 1 победа (1 очко).

#### Плей-офф
- лучшие 2 команды из каждой группы автоматически выходят в плей-офф;
- команды, занявшие 3-и места в группах, играют против команд, занявших 4-е места в противоположных группах. Победители проходят в плей-офф;
- играются матчи за 3/4 места;
- все матчи Bo5.

#### Понижение
- команды, занявшие 6-е места в группах, играют между собой. Победитель играет матч против команды, занявшей 3-е место в LSPL, проигравший выбывает в лигу LSPL;
- команды, занявшие 5-е места в группах, играют между собой. Победитель остаётся в LPL, проигравший играет матч против команды, занявшей 2-е место в LSPL;
- все матчи Bo5[2].

## Призовые места
| Год  | Сезон | 1                   | 2                   | 3                    | 4                |
| ---- | ----- | ------------------- | ------------------- | -------------------- | ---------------- |
| 2013 | Весна | Invictus Gaming     | Oh My God           | Team WE              | Positive Energy  |
| 2013 | Лето  | Oh My God           | Royal Club          | Positive Energy      | Team WE          |
| 2014 | Весна | EDward Gaming       | Invictus Gaming     | Oh My God            | Team WE          |
| 2014 | Лето  | EDward Gaming       | Oh My God           | Star Horn Royal Club | LGD Gaming       |
| 2015 | Весна | EDward Gaming       | LGD Gaming          | Invictus Gaming      | Snake eSports    |
| 2015 | Лето  | LGD Gaming          | Qiao Gu Reapers     | Invictus Gaming      | EDward Gaming    |
| 2016 | Весна | Royal Never Give Up | EDward Gaming       | Team WE              | Qiao Gu Reapers  |
| 2016 | Лето  | EDward Gaming       | Royal Never Give Up | I May                | Team WE          |
| 2017 | Весна | Team WE             | Royal Never Give Up | EDward Gaming        | Oh My God        |
| 2017 | Лето  | EDward Gaming       | Royal Never Give Up | Invictus Gaming      | Team WE          |
| 2018 | Весна | Royal Never Give Up | EDward Gaming       | Rogue Warriors       | Invictus Gaming  |
| 2018 | Лето  | Royal Never Give Up | Invictus Gaming     | JD Gaming            | Rogue Warriors   |
| 2019 | Весна | Invictus Gaming     | JD Gaming           | FunPlus Phoenix      | Topsports Gaming |
| 2019 | Лето  | FunPlus Phoenix     | Royal Never Give Up | Top Esports          | Bilibili Gaming  |
| 2020 | Весна | JD Gaming           | Top Esports         | FunPlus Phoenix      | Invictus Gaming  |
| 2020 | Лето  | Top Esports         | JD Gaming           | Suning               | LGD Gaming       |
| 2021 | Весна | Royal Never Give Up | FunPlus Phoenix     | Edward Gaming        | Top Esports      |
| 2021 | Лето  | Edward Gaming       | FunPlus Phoenix     | Team WE              | LNG Esports      |
| 2022 | Весна | Royal Never Give Up | Top Esports         | Victory Five         | JD Gaming        |
| 2022 | Лето  | JD Gaming           | Top Esports         | Edward Gaming        | LNG Esports      |
| 2023 | Весна | JD Gaming           | Bilibili Gaming     | Edward Gaming        | Oh My God        |
| 2023 | Лето  | JD Gaming           | LNG Esports         | Bilibili Gaming      | Top Esports      |

## См.также
- Mid-Season Invitational
- Чемпионат мира по League of Legends